# Aphanistes nexus
Aphanistes nexus là một loài tò vò trong họ Ichneumonidae.